# Nelson Bunker Hunt
Nelson Bunker Hunt (* 22. Februar 1926 in Dorado, Arkansas; † 21. Oktober 2014 in Dallas, Texas) war ein US-amerikanischer Unternehmer und Spekulant.
Weltweit bekannt wurde der rechtskonservative Milliardär, als er mit seinem jüngeren Bruder William Herbert Hunt gemeinsam mit vermögenden Spekulanten aus dem Nahen Osten von 1973 bis Anfang 1980 (vergebens) versuchte, den Silbermarkt zu dominieren, bis die Silber-Kurse am sogenannten Silver Thursday (27. März 1980) abstürzten, was den Gebrüdern Hunt Milliarden-Verluste bescherte und sie in Folge in Konkurs gehen ließ.

## Leben
Hunt war eines der sieben Kinder des Öl-Milliardärs H. L. Hunt aus dessen erster 1914 geschlossener Ehe mit Lyda Bunker (* 26. Januar 1889; † 6. Mai 1955).
Die texanische Familie Hunt war eine führende Größe im Ölgeschäft und besaß große Ölfelder, unter anderem in Libyen. Die Hunts waren seinerzeit eine der wohlhabendsten Familien der Vereinigten Staaten.
Bekannt wurde Nelson Bunker Hunt durch die Silberspekulation, die er zusammen mit seinem jüngeren Bruder William Herbert Hunt (* 1929, † 9. April 2024) ab Mitte der 1970er Jahre betrieb. Nelson Bunker Hunt starb am 21. Oktober 2014 im Alter von 88 Jahren an Herzversagen in einem Pflegeheim in Dallas.

## Silberspekulation
Die Gebrüder Hunt kauften in dieser Zeit – in Zusammenarbeit mit mehreren wohlhabenden arabischen Geschäftsleuten – in großem Stil Silber, sowohl physisch als auch an der Warenterminbörse.
Als Mitte Januar 1980 der Silberpreis auf fast 50 Dollar pro Unze stand, handelte die Börsenaufsicht und änderte mit Einführung der Silver Rule 7 die Regeln an der COMEX. Es durften keine weiteren Käufe mehr getätigt, also keine neuen Long-Positionen mehr eingegangen werden. Es wurde ein liquidation-only-Handel angeordnet, es durften nur noch bestehende Long-Positionen gegen bestehende Short-Positionen ausgeglichen werden. Damit konnte der Silberpreis nur noch fallen, und das tat er auch sofort.
Als Spätfolge der gescheiterten Spekulation mussten die ehemaligen Milliardäre Hunt einige Jahre später Konkurs anmelden. Dennoch blieben sie vermögend – auch weil ihr Vater einen Teil des Erbes in einer Stiftung angelegt hatte.
Es folgen jahrelange juristische Auseinandersetzungen. Ein Gericht verurteilt Nelson Bunker Hunt und seinen Bruder letztlich wegen Marktmanipulation.

## Pferderennen
1955 erwarb Hunt seine ersten Vollblüter und wurde durch sein Zuchtprogramm in den 1970ern einer der weltweit größten und produktivsten Vollblutzüchter.
Er gewann den US-amerikanischen Eclipse Award for Outstanding Breeder 1976, 1985 und 1987. Er besaß die 3.200 ha große Bluegrass Farm in Lexington (Kentucky), und ließ in ganz Europa und Nordamerika Vollblüter laufen. Er besaß unter anderem folgende Pferde: Vaguely Noble, Dahlia, Youth, Exceller, Trillion, Glorious Song, Dahar and Estrapade. 1976 gewann Empery unter Lester Piggott das Epsom Derby.
Die amerikanische National Thoroughbred Racing Association (NTRA) vergab an Hunt den Titel „legendary owner-breeder“.
Insgesamt züchtete Hunt 158 Sieger und besaß oder züchtete 25 Champions.
Aufgrund seiner Insolvenz musste er 1988 insgesamt 580 Pferde bei Keeneland Sales verkaufen, die 46.911.800 Dollar einbrachten, die bis dahin höchste Summe, die je mit einer Vollblutauktion erzielt wurde. 1999 kehrte er zum Galoppsport zurück und erwarb für über 2 Millionen Dollar 51 Jungpferde und Jährlinge. Er sagte: „In meinem Alter möchte ich nicht mehr züchten oder eine Farm kaufen, ich möchte nur etwas Spaß haben und mein Glück beim Rennen versuchen.“